# مسابقات کاراته قهرمانی جهان ۱۹۸۰
مسابقات کاراته قهرمانی جهان ۱۹۸۰، پنجمین دوره مسابقات کاراته قهرمانی جهان بود که به میزبانی مادرید، اسپانیا از ۲۷ تا ۳۰ نوامبر ۱۹۸۰ برگزار شد. نخستین حضور زنان در مسابقات جهانی کاراته در این رقابت‌ها بود که در کاتا شرکت کردند.

## مدال‌آوران

### مردان
| رویداد          | طلا                              | نقره                             | برنز                             |
| کاتا انفرادی    | Keji Okada · ژاپن                | Masashi Koyama · ژاپن            | Jorge Romero · اسپانیا           |
| کاتا انفرادی    | Keji Okada · ژاپن                | Masashi Koyama · ژاپن            | Deogracias Medina · اسپانیا      |
| کومیته ۶۰- ک‌گ   | Ricardo Abad · اسپانیا           | Jean-Louis Granet · فرانسه       | Fernando Rosuero · اسپانیا       |
| کومیته ۶۰- ک‌گ   | Ricardo Abad · اسپانیا           | Jean-Louis Granet · فرانسه       | Junichi Sugiyama · ژاپن          |
| کومیته ۶۵- ک‌گ   | Toshiaki Maeda · ژاپن            | Zenichi Ono · ژاپن               | Felipe Hita · اسپانیا            |
| کومیته ۶۵- ک‌گ   | Toshiaki Maeda · ژاپن            | Zenichi Ono · ژاپن               | José Arsenal · اسپانیا           |
| کومیته ۷۰- ک‌گ   | José Damián González · اسپانیا   | Antonio Martínez · اسپانیا       | Thierry Masci · فرانسه           |
| کومیته ۷۰- ک‌گ   | José Damián González · اسپانیا   | Antonio Martínez · اسپانیا       | Schenker · هلند                  |
| کومیته ۷۵- ک‌گ   | Sadao Tajima · ژاپن              | Imamatsu · ژاپن                  | Wenceslao Aguilar · مکزیک        |
| کومیته ۷۵- ک‌گ   | Sadao Tajima · ژاپن              | Imamatsu · ژاپن                  | Fred Royers · هلند               |
| کومیته ۸۰- ک‌گ   | Tokey Hill · ایالات متحده آمریکا | Naomi Takukawa · ژاپن            | Amarilla · پاراگوئه              |
| کومیته ۸۰- ک‌گ   | Tokey Hill · ایالات متحده آمریکا | Naomi Takukawa · ژاپن            | Otti Roethof · هلند              |
| کومیته ۸۰+ ک‌گ   | Jean-Luc Montama · فرانسه        | Livi Whyte · بریتانیای کبیر      | بیلی بلنکز · ایالات متحده آمریکا |
| کومیته ۸۰+ ک‌گ   | Jean-Luc Montama · فرانسه        | Livi Whyte · بریتانیای کبیر      | Sías · مکزیک                     |
| کومیته وزن آزاد | Giovanni Ricciardi · ایتالیا     | بیلی بلنکز · ایالات متحده آمریکا | Juan Pedro Carbilla · اسپانیا    |
| کومیته وزن آزاد | Giovanni Ricciardi · ایتالیا     | بیلی بلنکز · ایالات متحده آمریکا | Hisao Murase · ژاپن              |
| کومیته تیمی     | اسپانیا                          | هلند                             | فرانسه                           |
| کومیته تیمی     | اسپانیا                          | هلند                             | بریتانیای کبیر                   |

### زنان
| رویداد       | طلا                   | نقره                | برنز                   |
| کاتا انفرادی | Suzuko Okamura · ژاپن | Mie Nakayama · ژاپن | María Moreno · اسپانیا |
| کاتا انفرادی | Suzuko Okamura · ژاپن | Mie Nakayama · ژاپن | Marina Sasso · ایتالیا |

## جدول مدال‌ها
| رتبه           | کشور                | طلا | نقره | برنز | مجموع |
| -------------- | ------------------- | --- | ---- | ---- | ----- |
| ۱              | ژاپن                | ۴   | ۵    | ۲    | ۱۱    |
| ۲              | اسپانیا             | ۳   | ۱    | ۷    | ۱۱    |
| ۳              | فرانسه              | ۱   | ۱    | ۲    | ۴     |
| ۴              | ایالات متحده آمریکا | ۱   | ۱    | ۱    | ۳     |
| ۵              | ایتالیا             | ۱   | ۰    | ۱    | ۲     |
| ۶              | هلند                | ۰   | ۱    | ۳    | ۴     |
| ۷              | بریتانیای کبیر      | ۰   | ۱    | ۱    | ۲     |
| ۸              | مکزیک               | ۰   | ۰    | ۲    | ۲     |
| ۹              | پاراگوئه            | ۰   | ۰    | ۱    | ۱     |
| مجموع (۹ کشور) | مجموع (۹ کشور)      | ۱۰  | ۱۰   | ۲۰   | ۴۰    |